# 万安郡
万安郡，中国唐朝时设置的郡。
- 万安郡即万世郡。治所在万世县（今重庆市开州区东北大进镇）。[1]
- 西魏恭帝元年（554年）置万安郡，属潼州。治所在万安县（今四川德阳市东北五十里罗江镇）。辖境相当今四川德阳市东北部地，隋文帝开皇三年（583年）废万安郡。
- 唐玄宗天宝元年（742年），改万安州置万安郡。治所在陵水县（今海南省陵水黎族自治县东北）。下辖陵水县、富云县（今海南省万宁市三更罗乡南平村）、万安县（今海南省万宁市大茂镇旧州村）、博辽县（今海南省万宁市兴隆华侨农场西南桥北村）。辖境相当今海南省万宁市、陵水县、琼中县和保亭县部分地区。唐肃宗至德二载（757年）改万安郡为万全郡。乾元元年（758年）复改为万安州。